# Рыкачевский, Эразм
Эразм Рыкаче́вский (пол. Erazm Rykaczewski, 1802—1873) — польский историк.
Воспитанник Виленского университета, был журналистом в Варшаве, после 1830 г. жил преимущественно в Париже. Главный труд его — издание «Relacyje Nuncyjuszòw apostolskich w Polsce od r. 1548—1690» (Б., 1864), с ценными примечаниями Рыкачевского. Оставил также ряд грамматических трудов и словарей, собирал материалы для истории Стефана Батория и Генриха Валуа; последними широко воспользовался de Noailles в своём сочинении: «Henri de Valois et la Pologne en 1572».